# دن بریگز
دن بریگز (انگلیسی: Dan Briggs؛ زادهٔ ۲۷ سپتامبر ۱۹۸۴) گیتارنواز اهل ایالات متحده آمریکا است.